# Heinrich Schön (Architekt, † 1645)
Heinrich Schön der Jüngere (* um 1570; ▭ 12. Dezember 1645 in München, Kurfürstentum Bayern) war ein deutscher Architekt. 1620 übernahm er von seinem Vater Heinrich Schön dem Älteren. das Amt des Hofbaumeisters am Hof des Kurfürsten Maximilian I. in München.

## Leben
Er war Schüler von Blasius Pfeiffer (Blasius Fistulator, um 1585–Juni 1622).
Als Heinrich Schön der Jüngere 1620 das Amt des Hofbaumeisters am Hof des Herzogs Maximilian I. übernahm, hatte Maximilian I. im Namen der Liga am 8. Oktober 1619 in München einen Vertrag mit Kaiser Ferdinand II. geschlossen. Dieser regelte die Gestellung einer Armee von 30.000 Mann für den Kaiser, den Ersatz der Kriegskosten, die pfandweise Überlassung eroberter Gebiete, die Übertragung der pfälzischen Kurwürde auf Bayern und die Eingliederung der Oberpfalz in den bayrischen Herrschaftsbereich.

## Holztrift auf der Isar
Seit dem Mittelalter übten Münchner Bürger die Holztrift auf der Isar südlich von Bad Tölz aus. Es war ihnen ausdrücklich gestattet, in den ihnen zur Nutzung überlassenen Waldgebieten im Isarwinkel, Klausen ‚Lendt und Rechen‘ einzurichten, um das Holz an einen für die Weiterverarbeitung geeigneten Platz zu transportieren.
Von 1582 bis 1587 ließ Herzog Wilhelm V. von Bayern den Abrechen erstellen um Brennholz per Trift für seine Residenz in München transportieren zu lassen.
Bei der Münchner Ludwigsbrücke handelte es sich zu dieser Zeit um eine einfache, durchgehende, hölzerne Jochbrücke über die Isar. Die damals noch nicht, durch die 1705 entstandene Insel, geteilt wurde.
Einzelne Brückenfelder wurden bei Hochwasser weggespült, konnten aber durch eine standardisierte Bauweise vorgefertigt werden und schnell ersetzt werden. Am selben Ort wurde auch eine Deichel in gleicher Bauweise über die Isar geführt. Möglicherweise handelte es sich um ein Bauwerk bei dem Brückenplatte und Medienrohr integriert war.
Bei der Trassierung einer Trinkwasserleitung aus dem Brunntal zur Münchner Residenz wurde auf seinen Vorschlag die Röhrenbrücke aus dem Trift-Konfliktbereich genommen und der westliche Teil der Leitung in den Abrechen integriert.
1645, gegen Ende des Dreißigjährigen Krieges erkrankte er und starb. Noch zu seinen Lebzeiten wurde ein Bewerbungsgespräch mit Hans Konrad Asper zum Besetzen seiner Stelle als Hofbaumeister geführt.

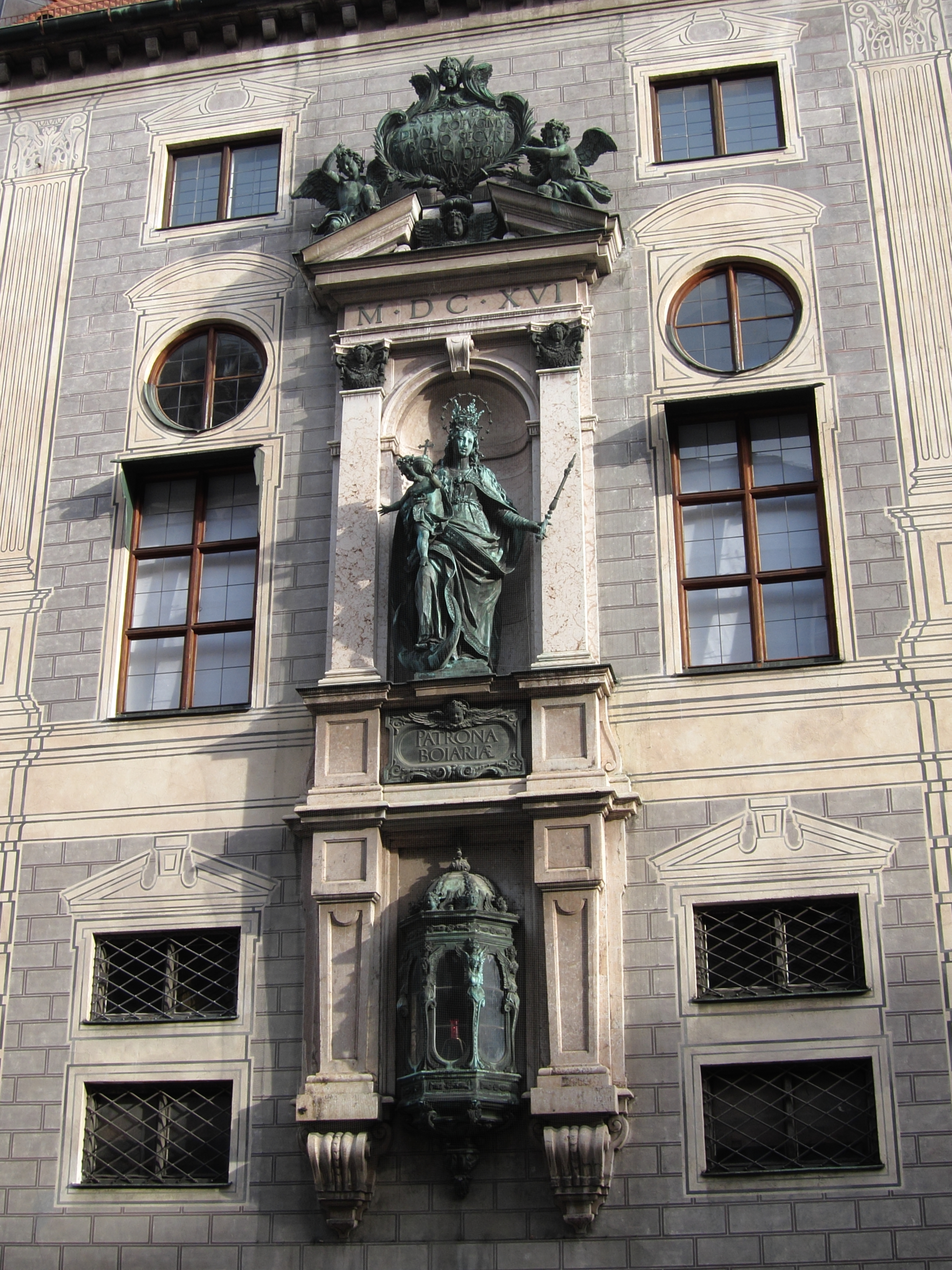
Die Bronzeplastik der „Patrona Boiariae“ an der Westfassade der Münchner Residenz (Residenzstraße)

Unter der Statue Patrona Bavariae an der Münchner Residenz brennt in einer engelgeschmückten bronzenen Laterne ein Ewiges Licht, welche Heinrich Schön dem Jüngeren zugeschrieben wird.